# Carcunda
Carcunda es un epíteto despectivo de naturaleza política, originado en el Portugal de principios del siglo XIX y extendido a España. Se emplea también como sustantivo. Asimismo se utiliza el término carcundia que, aunque no está recogido en el DRAE, sí lo está en el diccionario de Manuel Seco. Como sinónimo se usa la síncopa carca.

## Uso y evolución del término
En origen se aplicaba a los absolutistas portugueses opuestos a la revolución liberal de Oporto de 1820 (Guerras Liberales). 
Se atribuyó el mismo adjetivo a carlistas, ultramontanos y neos o neocatólicos por sus adversarios liberales en la España de mediados y finales del siglo XIX. También se aplicaba, de forma extensiva, a cualquier actitud política retrógrada o reaccionaria, e incluso conservadora (como el moderantismo), especialmente con fines polémicos o insultantes. 
Se usaba también, con un significado equivalente, el término trabucaire, procedente del idioma catalán y referido especialmente al clérigo que se armaba con un trabuco. La imagen de los frailes carlistas echados al monte pasó a ser un tópico muy repetido en descripciones literarias e imágenes satíricas.
Posteriormente, a partir del periodo de entreguerras del siglo XX, cuando el fascismo pasa a ser el referente ideológico de la ultraderecha, se utilizó más ampliamente el adjetivo facha, que pasó a tener un valor semántico similar.